# Il–78
Az Il–78 (olvasd: iL-78, NATO-kódja: Midas)  a Szovjetunióban, az Iljusin-tervezőirodában az 1980-as évek elején az Il–76 teherszállító repülőgép bázisán kifejlesztett légi utántöltő repülőgép.

## Története
Az Il–78 1983-ban repült először. Egyidejűleg három repülőgép légi utántöltésére alkalmas.
Egy-egy UPAZ–1A Szahalin típusú univerzális (más repülőgépekre is felszerelhető) légi üzemanyagtöltő berendezést a szárnyak alatt, egyet pedig a törzs hátsó részén, a bal oldalon helyeztek el. A töltőberendezés kiengedhető hajlékony csőből és kúpos csatlakozó berendezésből áll. Üzemanyagáttöltési kapacitása üzemmódtól függően 220-900 liter/perc. Az üzemanyag-átadást irányító operátor munkahelyét a légilövész farokrészben kiképzett fülkéjében alakították ki.
Első változata az Il–78T volt, amelyet az Il–76MD-ből alakítottak ki. Ebben kiszerelhető, hengeres üzemanyagtartályokat helyeztek el a tehertérben. Ezek kiszerelése után a repülőgép hagyományos szállító repülőgépként is használható. A szárnyakban lévő üzemanyagtartályok kapacitása 90 t, ez 118 t-ra növelhető a törzsbe épített tartályokkal. A teljes utántöltő kapacitása beépített törzstartályok esetén 85,72 t, ezek nélkül, csak a szárnyba tankolt üzemanyag esetén 57,72 t az áttölthető üzemanyag mennyiség.
A típus újabb változata, az Il–78M 1987-ben jelent meg. A megerősített törzsben fixen rögzített üzemanyagtartályokat helyeztek el. A konstrukciós változtatások miatt a gép felszálló tömege 210 t-ra nőtt. A hátsó teherajtót megszüntették, de a teher – funkció nélküli – rámpáját meghagyták. A repülőgépbe tankolható teljes üzemanyagmennyiség 138 t, ebből 105,7 t használható fel a légi utántöltéshez.

## Alkalmazása
A típus legjelentősebb üzemeltetője az Orosz Légierő, amely 20 darabot tart rendszerben. Ezek mindegyike a Szaratov közelében található Engelsz–2 légibázison állomásozik. A Kínai Légierő 2005-ben 8 db-t rendelt a típusból, India 6 db-t üzemeltet. Ezeket a gépeket a Taskenti Repülőgépgyár gyártotta. Az Indiai Légierőben használt típusjelzésük Il–78MKI. A típust az ukrán, a líbiai és az Algériai Légierő is alkalmazza. Pakisztán 4 db beszerzését tervezi Ukrajnától.
2009-ben egy amerikai cég, TADS (Tactical Air Defense Services) engedélyt kapott első Il–78-asának üzemeltetésére. A gépet légi utántöltésre, és Il–76-osok mellett erdőtüzek oltására tervezik felhasználni.

## Műszaki adatok (Il–78M)

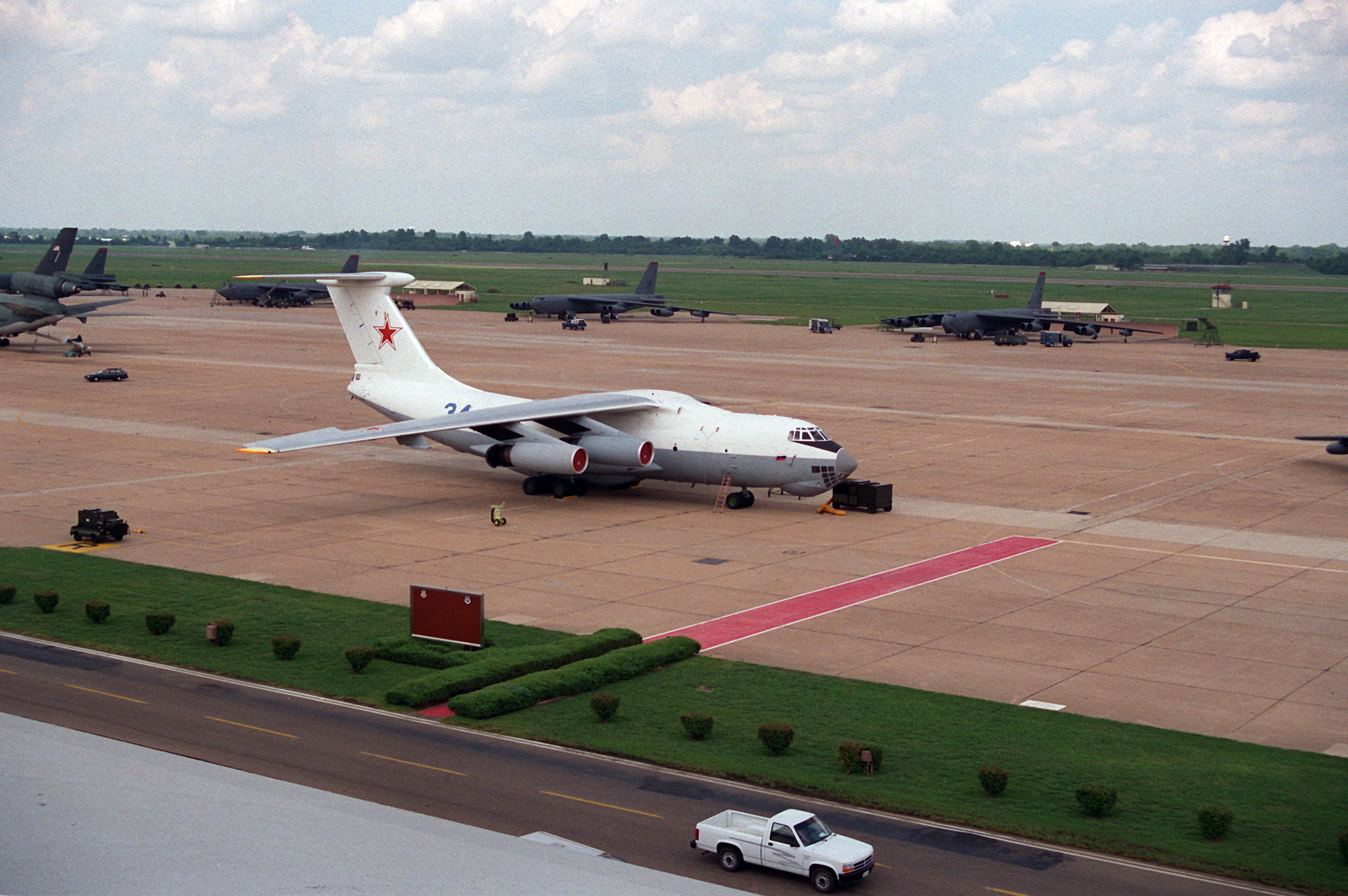
Az Orosz Légierő Il–78-asa az Egyesült Államokban, Barksdale légibázison. A háttérben amerikai B–52-esek állnak.

### Általános adatok
- Személyzet: 7 fő

### Tömeg- és méretadatok
- Hossz: 46,59 m
- Fesztávolság: 50,50 m
- Magasság: 14,76 m
- Szárnyfelület: 300 m²
- Üres tömeg: 72 000 kg
- Maximális felszálló tömeg: 210 000 kg

### Hajtóművek
- Típusa: Szolovjov D–30KP gázturbinás sugárhajtómű
- Száma: 4 db
- Tolóereje: 118 kN (egyenként)

### Repülési adatok
- Legnagyobb sebesség: 850 km/h
- Hatótávolság: 7300 km
- Szolgálati csúcsmagasság: 12 000 m

### Speciális berendezések
3 db UPAZ–1A Szahalin univerzális légi utántöltő berendezés

## Külső hivatkozások
- Az Ugolok nyeba cikke az Il–78-ról (oroszul)